# Diego Confalonieri
Diego Confalonieri, né le 11 avril 1979 à Bresso dans la région de Milan, est un escrimeur italien pratiquant l’épée. Il a été médaillé de bronze avec l’équipe d’Italie lors des Jeux olympiques d'été de 2008 à Pékin (Chine).

## Palmarès
- Jeux olympiques :
  -  Médaille de bronze à l’épée par équipe aux Jeux olympiques de 2008 à Pékin

- Championnats du monde d'escrime :
  -  Médaille d’argent à l’épée par équipe aux Championnats du monde d'escrime 2007
  -  Médaille de bronze à l’épée individuelle aux Championnats du monde d'escrime 2007

- Championnats d'Europe d'escrime :
  -  Médaille de bronze à l’épée par équipe aux Championnats d'Europe d'escrime 2003
  -  Médaille de bronze à l’épée par équipe aux Championnats d'Europe d'escrime 2006
  -  Médaille de bronze à l’épée par équipe aux Championnats d'Europe d'escrime 2008
  -  Médaille de bronze à l’épée par équipe aux Championnats d'Europe d'escrime 2009

- Championnat d'Italie :
  -  Champion d'Italie en 2007

## Liens
- Statistiques sur le site de la FIE
- Statistiques sur le site nahouw.net